# A Fall from Grace
A Fall from Grace es una película de suspenso estadounidense del año 2020 producida, escrita y dirigida por Tyler Perry. La película narra la historia de una mujer que encuentra un nuevo y peligroso amor. Esta es la primera película de Tyler Perry que se estrena en Netflix.

## Trama
Jasmine Bryant (Bresha Webb) es una defensora pública que constantemente toma acuerdos de declaración de culpabilidad en el pequeño pueblo de Virginia. Su esposo Jordan (Matthew Law) es un policía que se siente deprimido después de que una de sus recientes víctimas saltó de un techo hasta su muerte. Jasmine recibe un nuevo caso de su jefe Rory (Tyler Perry), que es Grace Waters (Crystal Fox) la mujer acusada de asesinar a su esposo Shannon (Mehcad Brooks). Grace insiste en que es culpable y sólo quiere un acuerdo de culpabilidad si va a una prisión cercana a su hijo Malcolm (Walter Fauntleroy). Jasmine se da cuenta de que algunas cosas están fuera de lugar en el caso, incluyendo el hecho de que el cuerpo de Shannon ha desaparecido.
A Rory no le agrada que Jasmine quiera llevar el caso a pesar de que el bufete no tiene suficiente dinero para ello y debido al frenesí de los medios de comunicación. La mejor amiga de Grace, Sarah (Phylicia Rashad), le informa a Jasmine que Grace se sentía triste después de su divorcio y la empujó a salir y conocer a alguien nuevo que la llevó a Shannon. Después de investigar el caso un poco más, Jasmine y sus colegas Tilsa (Angela Marie Rigsby) y Donnie (Donovan Christie, Jr.) creen que Grace es inocente. Jasmine le pregunta a Grace más sobre su relación con Shannon. En un flashback, le cuenta la historia de cómo lo conoció.
La historia comienza como una típica historia de amor. En la persuasión de Sarah, Grace va a una exposición en una galería de arte donde conoce a Shannon. Le envía una de sus fotografías con una rosa. Poco después, tienen una cita y él continúa encantando a Grace con palabras bonitas y vino. Tres meses llenos de felicidad y alegría pasan rápidamente y Shannon y Grace se casan. Lentamente pero con seguridad su amabilidad se convierte en crueldad y secretos. Un día Grace es despedida de su trabajo en el banco cuando se descubre que falta dinero en sus cuentas. Pensando que alguien le ha robado su identidad, Grace intenta llegar al fondo de la situación. Descubre que Shannon fue el que robó de sus cuentas y que también había hipotecado su casa. La gota que colmó el vaso fue cuando tenía otra mujer en la casa y Grace entra para verlos en la cama juntos. Obliga a Grace a salir de la habitación pidiendo privacidad. Después de esto, en su ira, Grace golpea a Shannon con un bate de béisbol varias veces y lo arroja al sótano de su casa. Grace conduce al medio de la nada para llamar a su amiga Sarah y le dice que mató a su esposo.
Sarah explica que fue a la casa de Grace y fue testigo de la salida de Malcolm de la casa y de la desaparición del cuerpo de Shannon, lo que la lleva a creer que Malcolm ayudó a Grace. En el juicio Jasmine falla miserablemente en probar la inocencia de Grace. Llamar a Sarah como testigo es contraproducente porque los registros telefónicos muestran llamadas entre las mujeres. No menos que Sarah admite en el estrado que Grace le confesó que mató a Shannon. Grace es encontrada culpable por el jurado. Sintiéndose derrotada y mal por el juicio, Jasmine pasa por la casa de Sarah cuando se da cuenta de que una anciana, a quien conoció anteriormente, llamada Alice (Cicely Tyson) está tratando de escapar de la casa. La casa de Sarah se utiliza como residencia para ancianas. Alice quiere salir de la casa revelando que otras mujeres han muerto allí, incluyendo a Shane Fieldman (la víctima de Jordan desde el principio de la película). Jasmine descubre que hay muchas otras mujeres encerradas en el sótano y ella a su vez es secuestrada. El policía Jordan descubre la historia criminal de Sarah y va a buscar a su esposa Jasmine. Shannon resulta estar vivo y es el hijo de Sarah y durante los últimos veinte años los dos han estado estafando a las mujeres mayores con su dinero y su seguridad social. Jordan irrumpe en la casa, forcejea con Sarah, la esposan y luego busca a Jasmine mientras Sarah se escabulle y huye. Jordan y Shannon se pelean mientras Jasmine trata de liberarse. Shannon recibe un disparo que presumiblemente lo mata.
La policía llega y las ancianas son liberadas. Grace es liberada de la cárcel y se reúne con su hijo Malcolm, pero ella informa a los medios que esto no ha terminado. El trabajo de Jasmine en el caso ha sido aplaudido por sus colegas, incluyendo su jefe Rory y los medios de comunicación. Se revela que los verdaderos nombres de Sarah y Shannon son Betty y Maurice Mills. En el final de la película, se ve a Sarah que ha cambiado su apariencia siendo empleada por una hija desprevenida para cuidar de su anciana madre exgerente de un banco.

## Reparto
| Actor                 | Personaje                      |
| --------------------- | ------------------------------ |
| Crystal Fox           | Grace Waters                   |
| Phylicia Rashad       | Sarah Miller / Betty Mills     |
| Bresha Webb           | Jasmine Bryant                 |
| Mehcad Brooks         | Shannon DeLong / Maurice Mills |
| Cicely Tyson          | Alice                          |
| Tyler Perry           | Rory Garruax                   |
| Adrian Pasdar         | Fiscal Bradley Tankerton       |
| Matthew Ley           | Jordania Bryant                |
| Donovan Christie, Jr. | Donnie                         |
| Walter Fauntleroy     | Malcom Waters                  |
| Angela Marie Rigsby   | Tilsa                          |

## Producción
La fotografía principal tuvo lugar en los estudios Tyler Perry en otoño de 2018, durante cinco días.

## Lanzamiento
A Fall from Grace fue estrenada en los Estados Unidos por Netflix el 17 de enero de 2020.

## Recepción
En el sitio web de Rotten Tomatoes, la película tiene un índice de aprobación del 36% basado en 11 reseñas, y una calificación promedio de 4.61/10. En Metacritic, la película tiene una calificación de 33 sobre 100, basada en 6 críticas, indicando "críticas generalmente desfavorables".
Muchos en los medios de comunicación social han criticado los errores evidentes de la película en forma de ver micrófonos de boom, errores de continuidad y extras que miran directamente a la cámara y acciones de "mímica", posiblemente atribuidos a la muy limitada agenda de producción.